# Albrook (metropolitana di Panama)
| Unknown route-map component "uhKHSTa" |

| Unknown route-map component "uhHST" |

| Unknown route-map component "uhHST" |

| Unknown route-map component "uhHST" |

| Unknown route-map component "uhINT" |

| Unknown route-map component "uhHST" |

| Unknown route-map component "uhHST" + Unknown route-map component "PORTALf" |

| Unknown route-map component "utHSTACC" |

| Unknown route-map component "utHSTACC" |

| Unknown route-map component "utHSTACC" |

| Unknown route-map component "utHSTACC" |

| Unknown route-map component "utHSTACC" |

| Unknown route-map component "utHSTACC" |

| Unknown route-map component "utHSTACC" |

| Unknown route-map component "utHSTACC" |

| Unknown route-map component "uKINTACCe" |

Albrook è una stazione della linea 1 della metropolitana di Panama. È una delle prime 12 stazioni della rete metropolitana, inaugurata il 5 aprile 2014. La stazione fornisce l'accesso al terminal dei trasporti nazionali di Albrook, così come all'Albrook Mall. Nel suo primo anno di attività, è diventata la terza stazione più utilizzata sulla rete.